# 友谊达斡尔族满族柯尔克孜族乡
友谊达斡尔族满族柯尔克孜族乡是中华人民共和国黑龙江省齐齐哈尔市富裕县下辖的一个民族乡。坐落于齐齐哈尔市区的东北，乡区西部以嫩江为界，南部以乌裕尔河为界。其完整乡名与云南临沧军赛并列最长，均为14字。
受自治保障的少数民族为达斡尔族、满族、柯尔克孜族三族。主体民族为汉族，境内另有蒙古族、回族、朝鲜族、鄂温克族等多个少数民族。因境内有多民族聚居故命名“友谊之乡”。
1946年4月隶属富裕县第三区，1955年6月隶属富裕县宁年区。1956年3月上升为乡，首次设立“友谊民族乡”。1958年9月纳入富裕镇人民公社。1961年8月“友谊人民公社”从富裕镇人民公社划出。1984年5月恢复“友谊乡”。1984年10月改为民族乡并更名为“友谊达斡尔族满族柯尔克孜族乡”。
根据2000年第五次全国人口普查统计数据，全乡有总人口24425人，其中少数民族人口2754人，占全乡总人口的10.7%。邮政编码为161000。行政代码（也是身份证号码的前六位数字）是230227。

## 行政区划
友谊乡曾经下辖友谊村、登科村、东明村、东极村、宁年村、勤俭村、长久村、长胜村、勤联村、富友村、榆树村、永久村、新民村、中和村、富宁村、小哈州、三家子村、五家子村、红岗子村等22个村。其中三家子村为满族聚居村，因有最后操满语口语的十多个老人聚居而闻名于媒体。五家子村和长胜村附近的富裕牧场七家子村亦因居住着乌裕尔河畔五姓柯尔克孜的最后居民和富裕柯尔克孜语的最后留存而闻名于语言学界。
2009年下辖如下14个村级行政区：
| 行政区划代码 | 城乡分类 | 名称     |
| ------------ | -------- | -------- |
| 230227203200 | 121      | 友谊村   |
| 230227203201 | 220      | 长久村   |
| 230227203202 | 220      | 长胜村   |
| 230227203203 | 220      | 勤俭村   |
| 230227203204 | 220      | 宁年村   |
| 230227203205 | 220      | 东极村   |
| 230227203206 | 220      | 登科村   |
| 230227203207 | 220      | 中和村   |
| 230227203208 | 220      | 五家子村 |
| 230227203209 | 220      | 富友村   |
| 230227203210 | 220      | 小哈州   |
| 230227203211 | 220      | 永久村   |
| 230227203212 | 220      | 勤联村   |
| 230227203213 | 220      | 三家子村 |

## 中国传统村落
宁年村（又称富宁村）、三家子村获评“中国传统村落”。宁年村古称宁年卡伦或宁尼颜（穆麟德轉寫：Ningniyan karun），与塔哈镇同为富裕境内最早设置的台站。